# Чайковские
Чайковские (пол. Czajkowscy, Czaykowscy) — польские и литовские дворянские роды.
Несколько дворянских родов, из которых более древние (VI ч. родословной книги) литовско-польского происхождения и записаны в родословные книги губерний: Волынской, Витебской, Могилёвской, Подольской, также Черниговской (выходцы из Витебской и Волынской).

## Происхождение и история родов

### Польско-Литовский род Чайковских
В Бархатной книге (1787) и историческом труду Г.Ф. Миллера: Известия о дворянах российских записано: Чайковские. Выехали из Польши. Название приняли от выехавшего, который назывался  Ерош Чайковский. Родоначальник рода прапорщик Ярош Чайковский упомянут в списке служилых иноземцев роты ротмистра Вандьянуша с указанием поместных и денежных окладов (1617-1618).

### Другой род Чайковских
Один из этих родов происходит из Гетманщины от Григория Чайковского, войскового товарища. Этот род пользовался гербом Дембно. 
- Фёдор Афанасьевич Чайка (1695—1767) — казачий старшина Омельницкой сотни Миргородского полка
  - Чайковский, Пётр Фёдорович (1745—1818) — получил дворянство
OO   Анастасия Степановна (урожд. Посохова; 1751—?).
    - Пётр Петрович (1789—1871) — генерал-майор
OO   Евдокия Петровна Беренс (Елизавета фон Берен)
      - Митрофан Петрович (1840—1903) — генерал от инфантерии, комендант Ивангородской крепости, командир 5-го армейского корпуса
      - Андрей Петрович (1841—1920) — генерал от инфантерии, губернатор Ферганской области

    - Илья Петрович (1795—1880) — горный инженер
OO   Александра Андреевна (урожд. Ассиер; 1813—1854)
      - Николай Ильич (1838—1910) — инженер путей сообщения
      - Пётр Ильич (1840—1893) — композитор, педагог, дирижёр и музыкальный критик
      - Ипполит Ильич (1843—1927) — генерал-майор адмиралтейства
      - Анатолий Ильич (1850—1915) — судебный и государственный деятель, сенатор, тайный советник
      - Модест Ильич (1850—1916) — близнец Анатолия Ильича, драматург, оперный либреттист, переводчик, театральный критик

## Известные представители
- Чайковский Василий Иванович — московский дворянин (1692), воевода в Верхнем-Ломове (1694)[7][8].